# Desert de Bledow
El Desert de Błędów (polonès: Pustynia Błędowska) és una àrea de sorres situada entre Błędów (part de Dąbrowa Górnicza a la Unió Metropolitana de l'Alta Silèsia i les poblacions de Chechło i Klucze a Polònia. Aquesta zona es troba principalment als Altiplans de Silèsia. Aquesta és l'acumulació de sorra solta més gran d'Europa central dins una zona allunyada del mar i s'ha dipositat fa milers d'anys a causa de la fosa d'una glacera. Ocupa una superfície de 32 km2 (12 sq mi). Les sorres tenen un gruix mitjà d'uns 40 metres amb un màxim de 70 metres. El riu Biała Przemsza divideix aquest desert en dos d'est a oest.
El desert de Błędów és originat per l'activitat humana, des de l'edat mitjana, que va fer baixar la capa freàtica per l'activitat minera fins a un nivell que la terra ja no pot suportar la vida vegetal. Actualment hi ha una superfície de 150 km² de sorra hi havia arribat fins Szczakowa.
Segons la llegenda,aquest desert el va crear el dimoni, qui cercava la mina de plata d'Olkusz.
Durant la Segona Guerra Mundial, l'Afrika Korps alemany el va utilitzar per entrenar-se abans de partir cap Àfrica.

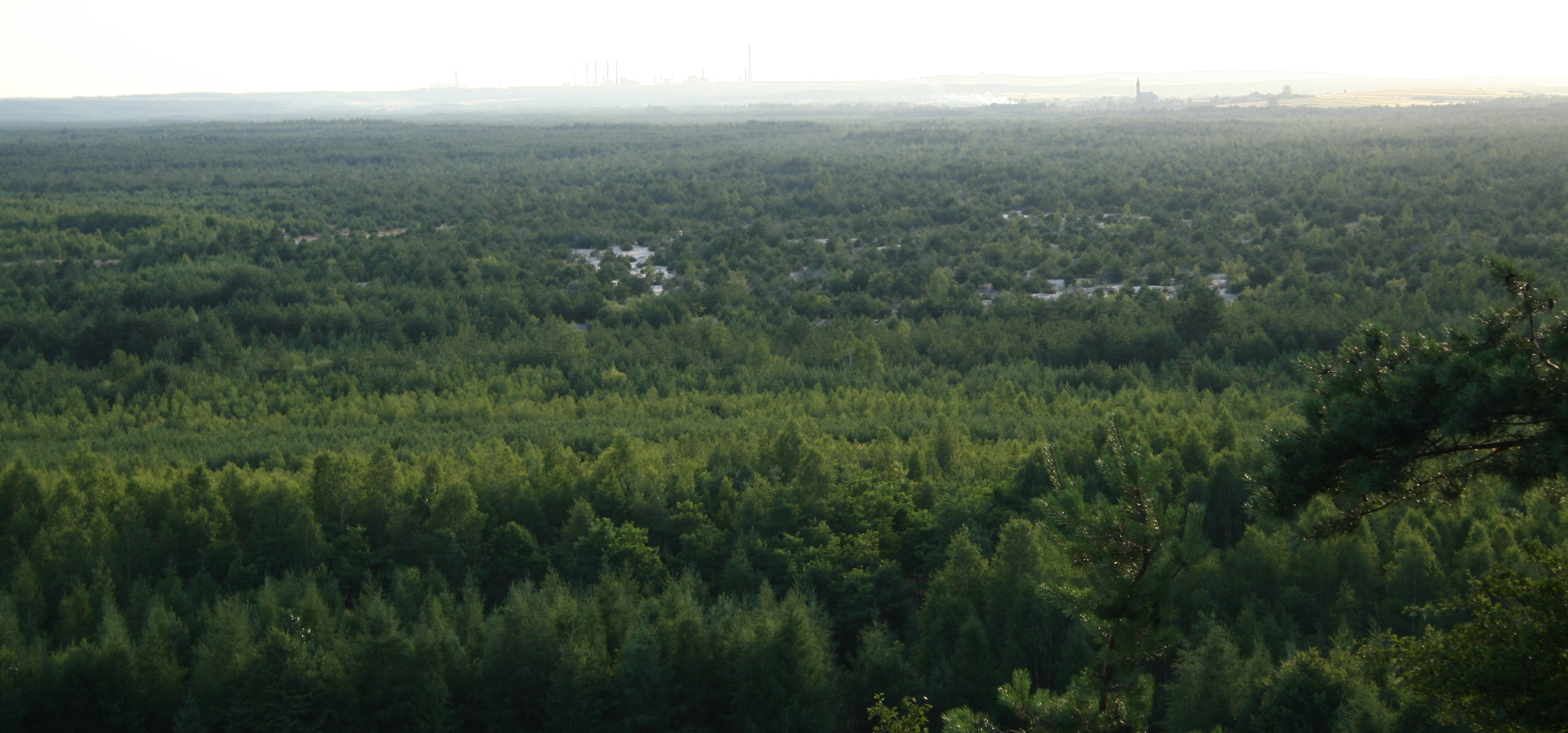
Desert de Błędów a Czubatka, abans de la conservació.

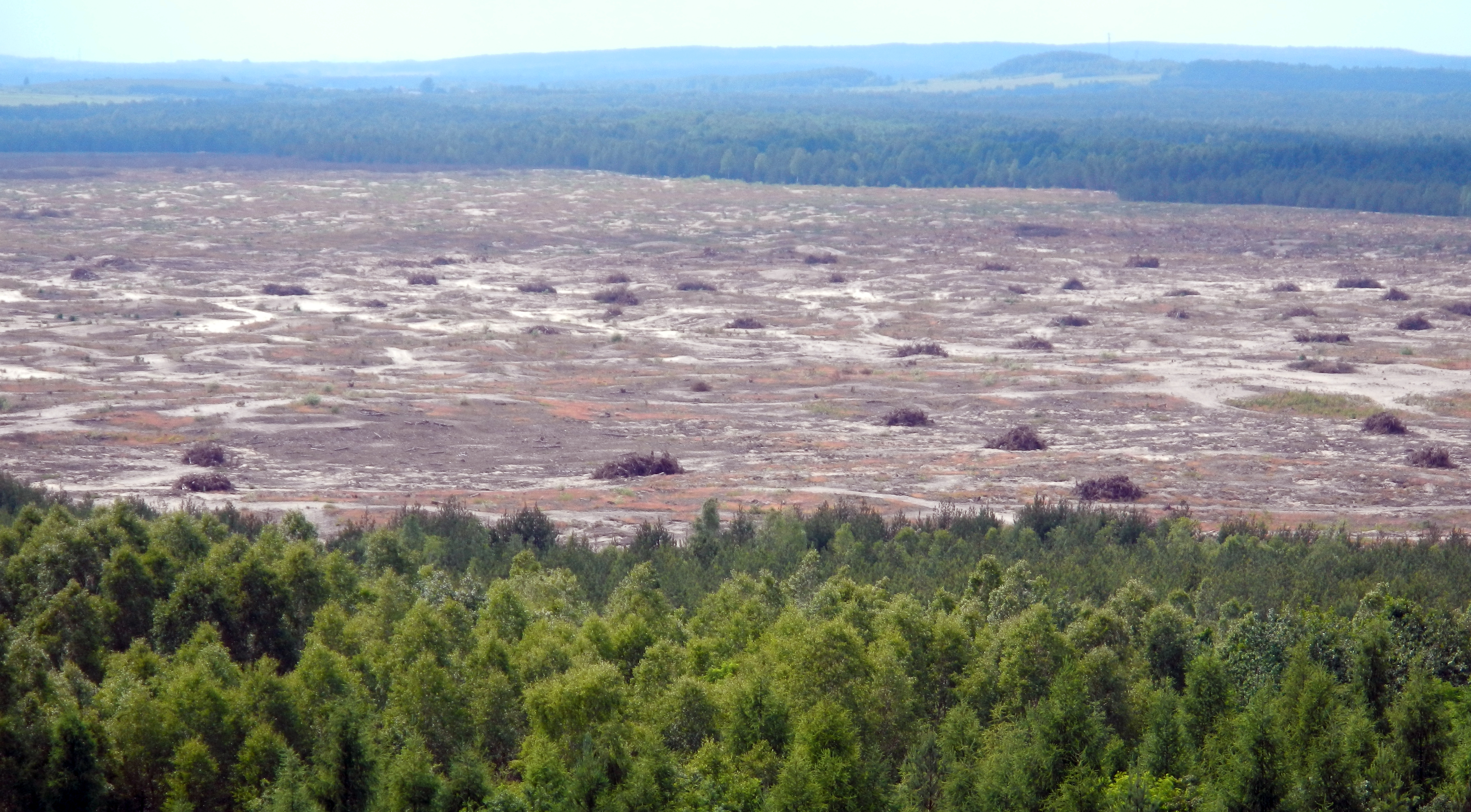
Desert de Błędów a Czubatka, després de la conservació.

A partir de 2013 s'han fet accions per a conservar-lo i restaurar alguna de les seves dunes.